# Eupithecia aestiva
Eupithecia aestiva là một loài bướm đêm trong họ Geometridae.